# パヴェル・シヴァコフ
パヴェル・シヴァコフ（Pavel Sivakov、1997年7月11日 - ）はイタリアのサン・ドナ・ディ・ピアーヴェ生まれ、フランスのオート＝ガロンヌ県出身、元ロシア、現在はフランス国籍の自転車競技選手。

## 来歴
父親のアレクセイ・シヴァコフは全グランツール出場・完走の実績を持つロシアの元自転車競技選手。
母親のアレクサンドラ・コリアシーヴァもロシア選手権 女子ロードレースで優勝経験を持つ元自転車競技選手である。
2017年にU23カテゴリのレースで目覚ましい活躍を見せ、2018年にチームスカイでプロデビュー。同年のブエルタ・ア・エスパーニャでグランツール初出場。
申請を行いフランス国籍を取得したが、かつては競技者登録上の国籍はロシアのままとしていた。しかし、2022年3月にロシアのウクライナ侵攻に抗議して競技者登録上の国籍もフランスに変更した。

## 主な戦績

### 2017
- ロンド・ド・リザール（英語版）  総合優勝、 ヤングライダー賞、区間優勝(第2、4ステージ)
- ジロ・デッラ・ヴァッレ・ダ・アオスタ（英語版）  総合優勝、区間優勝(第3ステージ)
- ジロビオ（英語版）  総合優勝、 ヤングライダー賞
- ツール・ド・ラブニール  山岳賞、区間優勝(第9ステージ)
- ツール・ド・ノルマンディ（英語版）  山岳賞

### 2018
- セッティマーナ・インテルナツィオナーレ・ディ・コッピ・エ・バルタリ  ヤングライダー賞

### 2019
- ヘラルド・サン・ツアー  ヤングライダー賞
- ツアー・オブ・ジ・アルプス  総合優勝、 ヤングライダー賞、区間優勝(第2ステージ)
- ジロ・デ・イタリア 総合9位
- ツール・ド・ポローニュ  総合優勝

### 2020
- ツアー・ダウンアンダー　 ヤングライダー賞

### 2022
- ブエルタ・ア・ブルゴス  総合優勝

### 2023
- ジロ・デッラ・トスカーナ 優勝

### 2024
- ジロ・ダブルッツォ（英語版） 区間優勝（第4ステージ）

### 2025
- ブエルタ・ア・アンダルシア  総合優勝

### グランツールの総合成績
| グランツール               | 2018 | 2019 | 2020 | 2021 | 2022 | 2023 | 2024 |
| -------------------------- | ---- | ---- | ---- | ---- | ---- | ---- | ---- |
| ジロ・デ・イタリア         | —    | 9    | —    | DNF  | 16   | DNF  | —    |
| ツール・ド・フランス       | —    | —    | 87   | —    | —    | —    | 32   |
| ブエルタ・ア・エスパーニャ | DNF  | —    | —    | 35   | DNF  | —    | 9    |